# Сасквехана Дипо (Пенсилванија)
Сасквехана Дипо (енгл. Susquehanna Depot) град је у америчкој савезној држави Пенсилванија.

## Демографија
По попису из 2010. године број становника је 1.643, што је 47 (-2,8%) становника мање него 2000. године.
| Група             | 2000.         | 2010.         |
| Белци             | 1.643 (97,2%) | 1.571 (95,6%) |
| Афроамериканци    | 2 (0,1%)      | 6 (0,4%)      |
| Азијати           | 16 (0,9%)     | 16 (1,0%)     |
| Хиспаноамериканци | 21 (1,2%)     | 33 (2,0%)     |
| Укупно            | 1.690         | 1.643         |